# 北海道道1045号千歳白老線
北海道道1045号千歳白老線（ほっかいどうどう1045ごう ちとせしらおいせん）は、北海道千歳市と白老郡白老町を結ぶ一般道道（北海道道）である。

## 概要
起点から白老町にかけての区間は未開通となっており、2009年（平成21年）には白老町側9.8kmのみで供用されたが、現在は終点ゲートが常時閉鎖されており進入できない。

### 路線データ
- 起点：北海道千歳市美笛（国道276号交点）
- 終点：北海道白老郡白老町森野 （北海道道86号白老大滝線交点）
- 路線延長：12.1km（内、未供用区間2.3 km）

## 歴史
- 1983年（昭和58年）9月20日 路線認定[1]。

## 地理

### 通過する自治体
- 石狩振興局
  - 千歳市
- 胆振総合振興局
  - 白老郡白老町

### 交差する道路
千歳市
- 国道276号 - 美笛（起点）

白老町
- 北海道道86号白老大滝線 - 森野（終点）